# Дараблы, Рза
Рза Дараблы (азерб. Rza Darablı), настоящее имя Рза Наджафали оглы Гусейнов (1883, Баку — 1942, там же) — азербайджанский актёр театра и кино, режиссёр. Заслуженный артист Азербайджанской ССР (1933).

## Биография
Рза Гусейнов родился в 1883 году в Баку. Сначала учился в медресе, затем — в русско-тюркской школе. С юных лет Рза интересовался различными отраслями искусства, а с 1911 года играл эпизодические немые роли в труппе общественно-просветительского общества «Ниджат». Через три года Рза Гусейнов начал выступать на сцене как актёр и взял себе псевдоним «Дараблы». Некоторое время его псевдоним указывался во время спектаклей и как «Дараблинский».
Дараблы считается первым азербайджанским актёром-пародистом. В труппах обществ «Ниджат» и «Сафа», «дирекции труппы братьев Гаджибековых» играл в драмах, комедиях, трагедиях, операх и опереттах. Играл роль Маставара в опере Узеира Гаджибекова «Шах Аббас и Хуршид Бану».

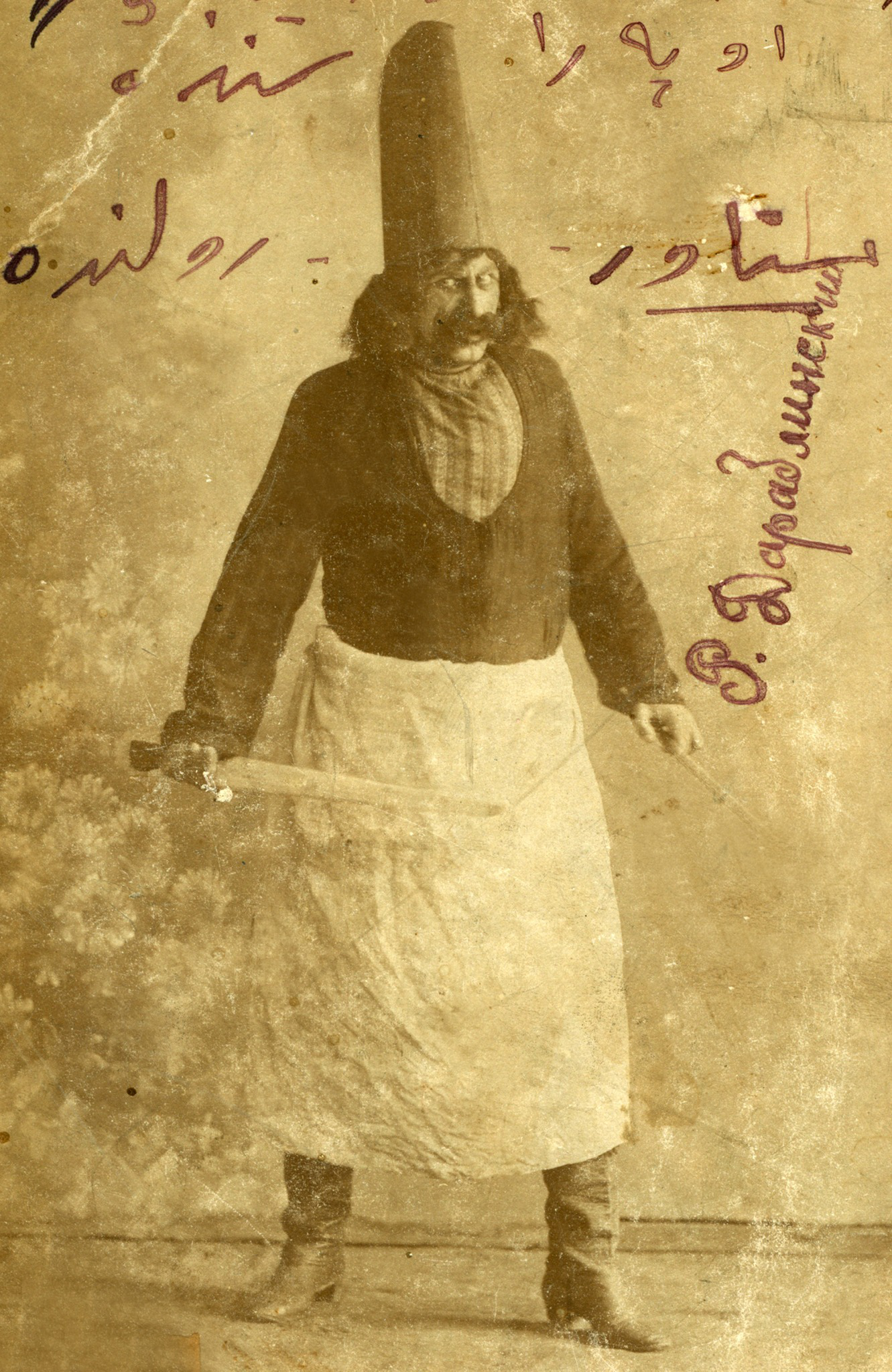
Дараблы в роли Маставара (опера «Шах Аббас и Хуршид Бану» Узеира Гаджибекова)

Начиная с 1919 года Дараблы был одним из ведущих актёров Правительственного театра (ныне — Азербайджанский государственный драматический театр). Основными ролями, которые Дараблы играл до 1919 года были роли Вали, Амбала («Аршин мал алан», «Не та, так эта» Узеира Гаджибекова), Каджар, Гамза бек, Иблис («Ага Мухаммед Шах Каджар», «Разорённое гнездо», «Пери джау» Абдуррагим бека Ахвердиева), Мешади Орудж и Шейх Насруллах («Мертвецы» Джалила Мамедкулизаде), Шамдан-бек, Шах Тахмасп («Горе от языка», «Надир шах» Наримана Нариманова) и др. образы.
С 1925 года по 1928 год учился в Центральном техникуме театрального искусства в Москве, после чего вернулся в коллектив театра. На сцене Правительственного театра Дараблы играл такие роли как Анвар-бек, Белокуров, Янардаг, Ибад («Улдуз, или Траблисская война», «Яшар», «Невеста огня», «Алмаз» Джафара Джаббарлы), Ибн Ямин, Иблис, Шейх Санан, Князь («Иблис», «Шейх Санан» и «Князь» Гусейна Джавида), Алимардан («Любовь и месть» Сулеймана Сани Ахундова), Арсини («Тайна Нельской башни» Александра Дюма) и др. Одним из известных ролей Дараблы в это время была и роль Султан-бека в оперетте «Аршин мал алан» Узеира Гаджибекова.
Рза Дараблы был первым актёром, который выступил в роли Князя в одноимённой пьесе Гусейна Джавида. Одобрительно отзываясь о его игре, критика того времени подчёркивала, что ему удалось создать интересный отрицательный образ. Это было тем более важно, что раньше Дараблы, хотя и выступал в характерных ролях, всё же известен был, в первую очередь, как комик.
Занимаясь в основном актёрской, а в определённые годы и режиссёрской деятельностью Рза Дараблы в 1933 году был удостоен звания Заслуженного артиста Азербайджанской ССР.
Последней ролью Рзы Дараблы в театре была сыгранная им 24 октября 1940 года роль Антонио в комедии Пьера Бомарше «Свадьба Фигаро». Наряду с театром, Дараблы преподавал в Бакинской театральной школе и снимался в таких фильмах как «Крестьяне» (1939), «Сабухи» (1941).
Скончался Рза Дараблы 23 марта 1942 года в Баку.